# 先進事故自動通報システム
先進事故自動通報システム（せんしんじこじどうつうほうシステム、AACN Advanced Automatic Collision Notification）は、次世代の事故自動通報システム（ACN）である。車両の衝突が発生した場合、自動的にデータを送信することで、運転手が救急医療センターでの治療を必要とするかどうか、より迅速に判断を行い、救急医療関係者により良い支援を提供する。

## 概要
システムの開発にあたり、アメリカ疾病予防管理センター（CDC）は、車載テレマティクスサービスオンスターを販売車種に採用しているゼネラルモーターズと提携した。この提携によりCDCは、車載テレマティクスサービスから、自動車のテレメトリデータを診断のベースとして緊急医療関係者が使用するためのプロトコルの開発を実施した。これらのデータによって、より迅速に傷害を識別、診断し、治療を行うことで、車両の衝突被害者の死亡や傷害を軽減する。この取り組みの一環として、CDCは救急医療の医師、外傷外科医、公共の安全の専門家、車両の安全性の専門家などからなるパネルを招集した。AACNや同様のシステムからリアルタイムのクラッシュデータを得ることで、受傷した運転者が外傷センターでのケアを必要とするかどうかを決定するための方法を検討した。
先進事故自動通報システム（AACN）は、車両に装備されたセンサーを使用して、車両が中等度または重度の衝突に遭遇した場合、クラッシュデータを送信する。適切なセンサを搭載している場合、データにはシステムの種類に応じて、衝突強度、衝撃、エアバッグの展開の有無、複数の衝撃、および回転の方向に関する情報を含む。アドバイザーがこの情報を中継することで、通信司令員が、救急隊員、機器、医療施設の適切な組み合わせを迅速に決定することが可能となる。

### 車両緊急事態データセット（VEDS）
車両緊急事態データセット（VEDS）は、衝突データ要素と衝突に関連した医療データ要素を報告するためのXMLベースの標準データセットである。標準データセットは、ComCAREによって開発され、効率的な緊急時の対応を容易にするための重要な情報を中継することを目的としている。このデータセットは、その後、緊急サービスプロバイダに転送することができ、指令センターに自動的に送信することができる。米国では、次世代911構想において、事故車両のすべての乗員の情報を含むこのデータを自動的に受信して処理することで、車両の緊急事態に迅速かつより効率的な対応が可能となり、公共の安全を確保するポイントになるとしている。